# 보험수익자
보험수익자란 인보험계약에 특유한 개념으로서 보험사고 발생시에 보험금지급청구권을 갖는 자를 말하며 인보험계약에서 보험계약자와 보험수익자가 동일하면 '자기를 위한 인보험계약'이 되고, 이 양자가 다른 경우에는 '타인을 위한 인보험계약'이 된다.